# Черменский, Пётр Николаевич
Пётр Николаевич Черменский (1884—1973) — историк, археолог и краевед Тамбовщины, Рязанщины и Курского края. Действительный член Географического общества СССР (с 1956).
Автор более 70 научных статей в различных журналах и сборниках, не считая многочисленных заметок в периодических изданиях Лебедяни, Липецка, Тамбова и других городов.

## Биография
Родился в селе Чермные Черменской волости Темниковского уезда Тамбовской губернии (ныне Кадомский район Рязанской области), в семье псаломщика местной церкви.
Среднее образование получил в Шацком духовном училище, в Тамбовской духовной семинарии и Борисоглебской гимназии. В 1909 г. закончил историческое отделение Петербургского историко-филологический института. Преподавал историю и латинский язык в Санкт-Петербургской Окружной гимназии при этом институте. Был вольнослушателем лекций по истории в Петербургском, Берлинском и Магдебургском университетах.
Одновременно учился в Археологическом институте, был на раскопках древнегреческой колонии Ольвии на Чёрном море. В 1911 году окончил Археологический институт c золотой медалью за работу, посвященную истории Лебедяни в XVII веке. В 1913 году издал первый научный труд «Город Лебедянь и его уезд в XVII веке». Далее последовали статьи в научных изданиях: «Старинные храмы г. Лебедяни» (1913), «Лицевой синодик XVII в. Свято-Троицкого Лебедянского монастыря» (1915). Начинающий учёный был награждён орденами св. Станислава III степени (1914) и св. Анны III степени (1917).
В 1919 г. Пётр Черменский организовал краеведческий музей в городе Лебедянь. В 1920 году возглавил Тамбовский губернский музей. В 1928 г. становится руководителем отдела изучения производительных сил Центрально-Чернозёмной области. В 1931 г. арестован и осужден на 10 лет заключения по сфальсифицированному обвинению в работе тайной организации, которая ставила задачу направить деятельность областного бюро краеведения в антисоветскую сторону. 8 лет провел в лагерях ГУЛАГа на строительстве Беломоро-Балтийского канала.
В 1943 г. назначен директором Курского областного краеведческого музея. В последующие годы совмещал краеведческую работу с педагогической деятельностью.
Умер 10 сентября 1973 г. и похоронен на Преображенском кладбище г. Лебедянь.

## Основные работы
- Очерки по истории колонизации Тамбовского края // Известия Тамбовской ГУАК. Вып. 54. Тамбов, 1909.
- Город Лебедянь и его уезд в XVII в. (к трёхсотлетию г. Лебедяни). СПб., 1913.
- 1-я Тамбовская губернская краеведческая конференция // Народное хозяйство ЦЧО. 1924.
- 1905 год. Хроника революционных событий в Тамбовской губернии. Тамбов, 1925.
- Медвежья Гора и Повенец 3000 лет тому назад // Под знаменем Белморстроя. Вып. 1. 1934.
- Вычегские петроглифы // Там же. Вып. 3. 1935.
- Природные богатства Карелии // Там же. Вып. 5. !936.
- К истории образования территории Медвежьей Горы // Там же. Вып. 6. 1937.
- Древние поселения в Курске // Курская правда. 1947. 1 июня.
- Два спорных вопроса топонимики древней Рязанщины // Археографический ежегодник за 1959 год. М., 1960.
- Прошлое Тамбовского края. Тамбов, 1961.
- Лебедянь / П. Н. Черменский. — Липецк, 1962.
- «Хождение» митрополита Пимена (XIV в.) как источник по исторической географии Подонья // Известия АН СССР. Серия географическая. 1970. № 5.

Несколько монографических работ остались неопубликованными («Лебедянский уезд в XVII в. по писцовым книгам», «Тамбовский список Степенной книги», «Очерки по истории Рязанской Украйны и Мещеры», «История г. Тамбова»).

## Фотогалерея

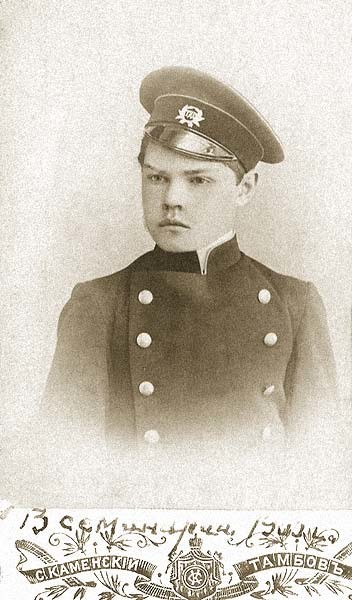
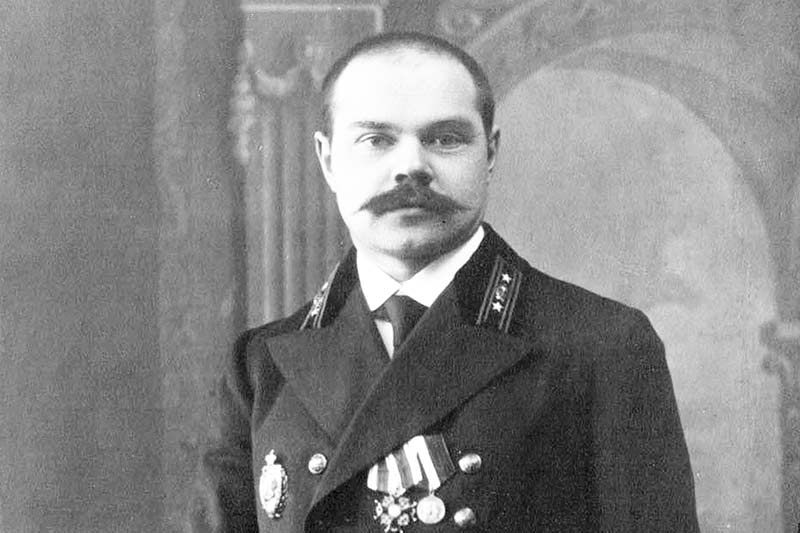
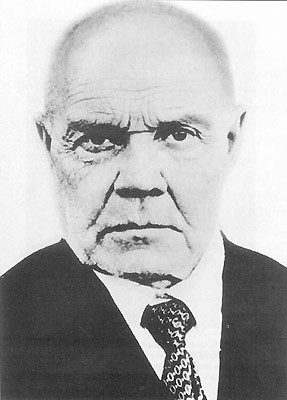